# Георгиос Герапетритис
Георгиос Гeрапетритис или Йоргос Гeрапетритис (на гръцки: Γιώργος Γεραπετρίτης) е гръцки политик от „Нова демокрация“, министър на външните работи на страната.

## Биография
Гeрапетритис е роден на додеканезкия остров Карпатос, но израства в Пирея. Завършва право първо в Атинския университет, а после получава магистърска степени в Единбургския университет. През 1995 г. става доктор по право на Оксфордския университет.
Гeрапетридис става депутат и министър на държавната адвинистрация през 2019 г. От март до май 2023 е министър на транспорта.
От 27 юни 2023 г. е министър на външните работи на Гърция във втория кабинет на Кириакос Мицотакис.